# Io, Emmanuelle
Io, Emmanuelle è un film del 1969 diretto da Cesare Canevari, con protagonista Erika Blanc.

## Trama
Triste perché il suo uomo è partito per un viaggio lasciandola sola, Emmanuelle cerca di placare il suo desiderio di affetto nell'incontro con quattro uomini ma nessuno di loro riesce a darle pace. Dopo aver rifiutato un rapporto con una donna, Emmanuelle si ritrova sola ad affrontare l'inattesa notizia della morte accidentale del compagno.